# Bodega (vitivinicultura)

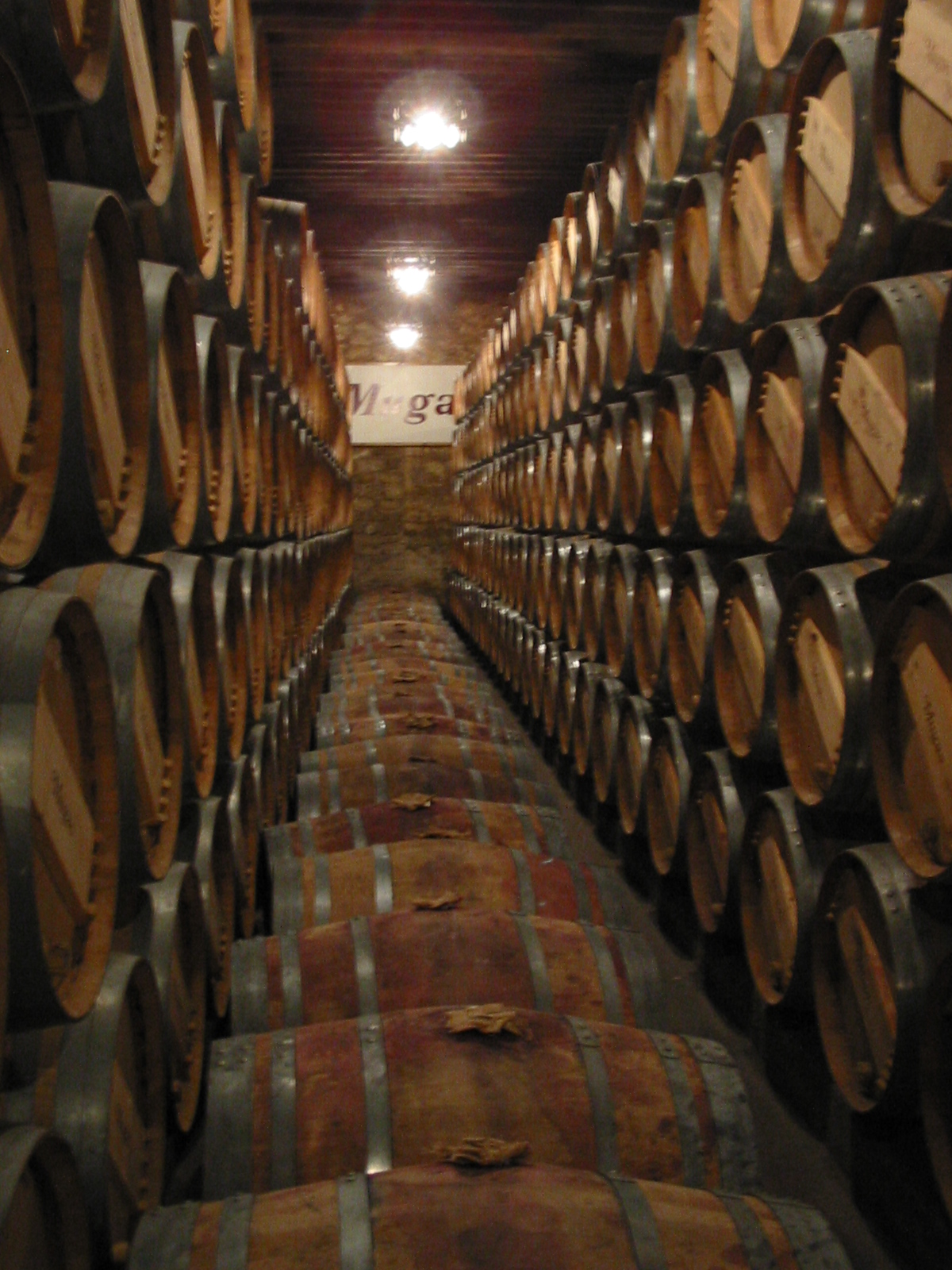
Barriles de vino en una bodega de La Rioja.

Una bodega en vitivinicultura, es una construcción, edificio o lugar subterráneo cuyo objetivo está destinado a la producción y almacenamiento del vino.

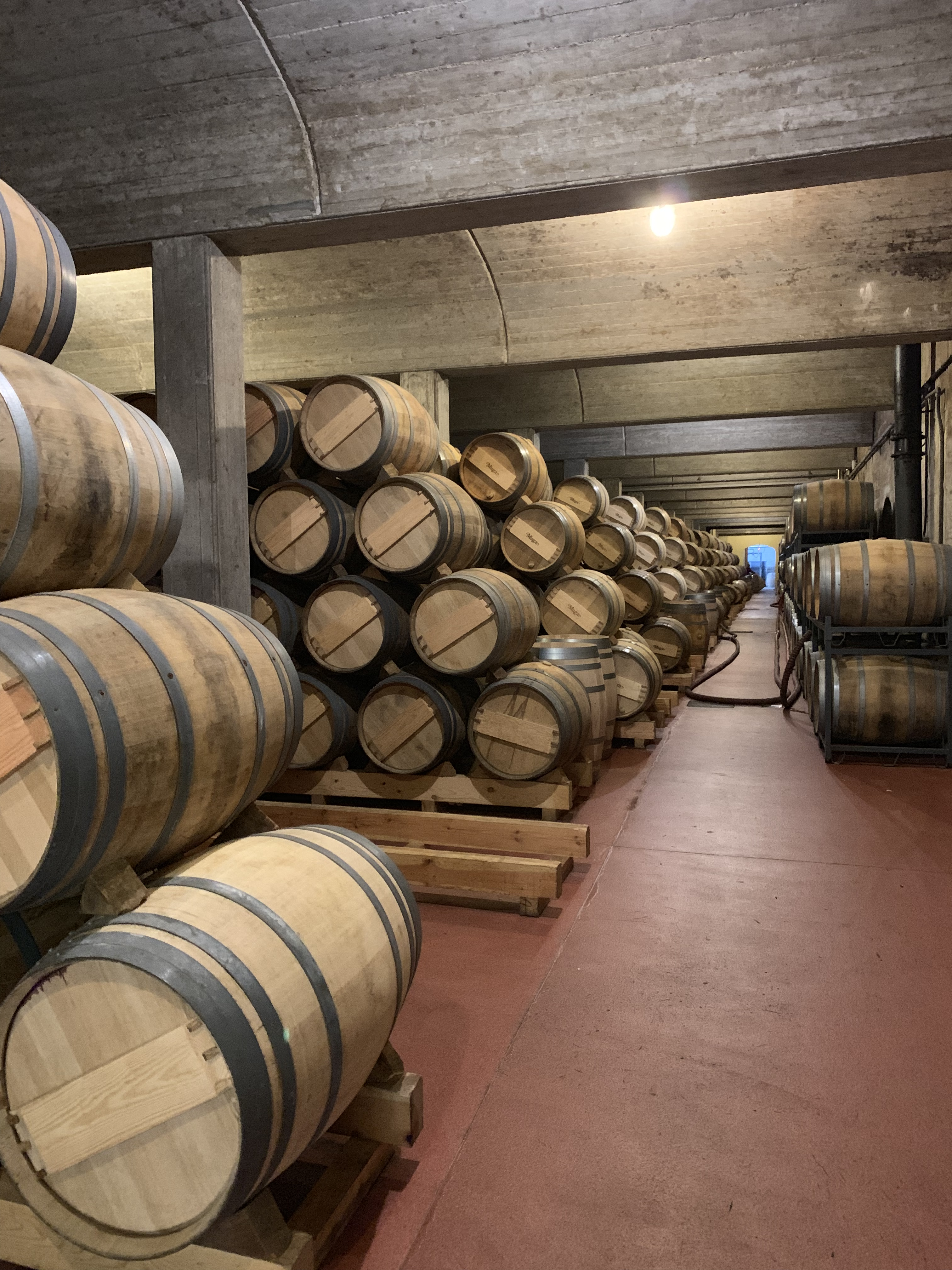
Muga Wine cellar, Haro, España

## Estructura productiva

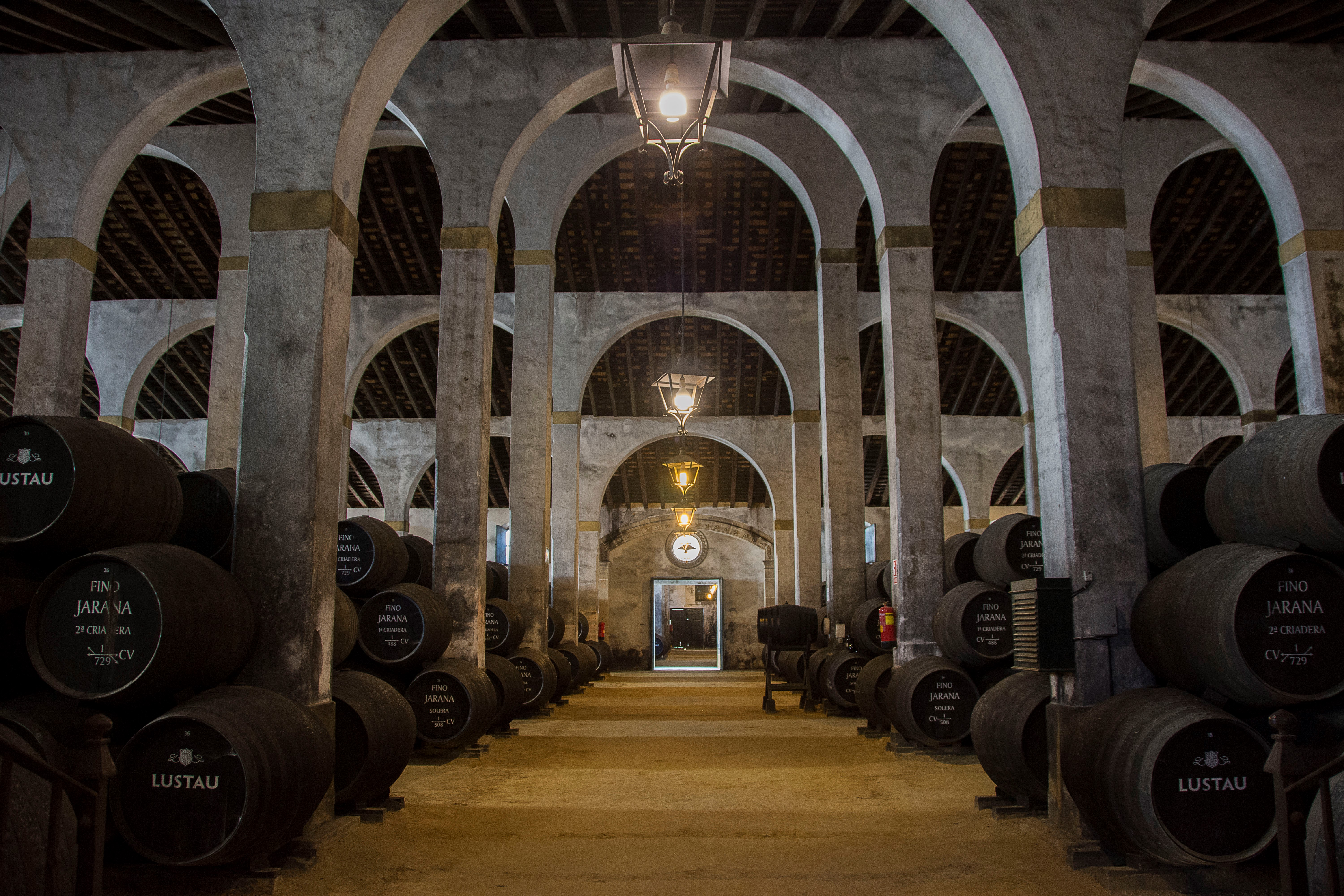
Interior de bodega de jerez.

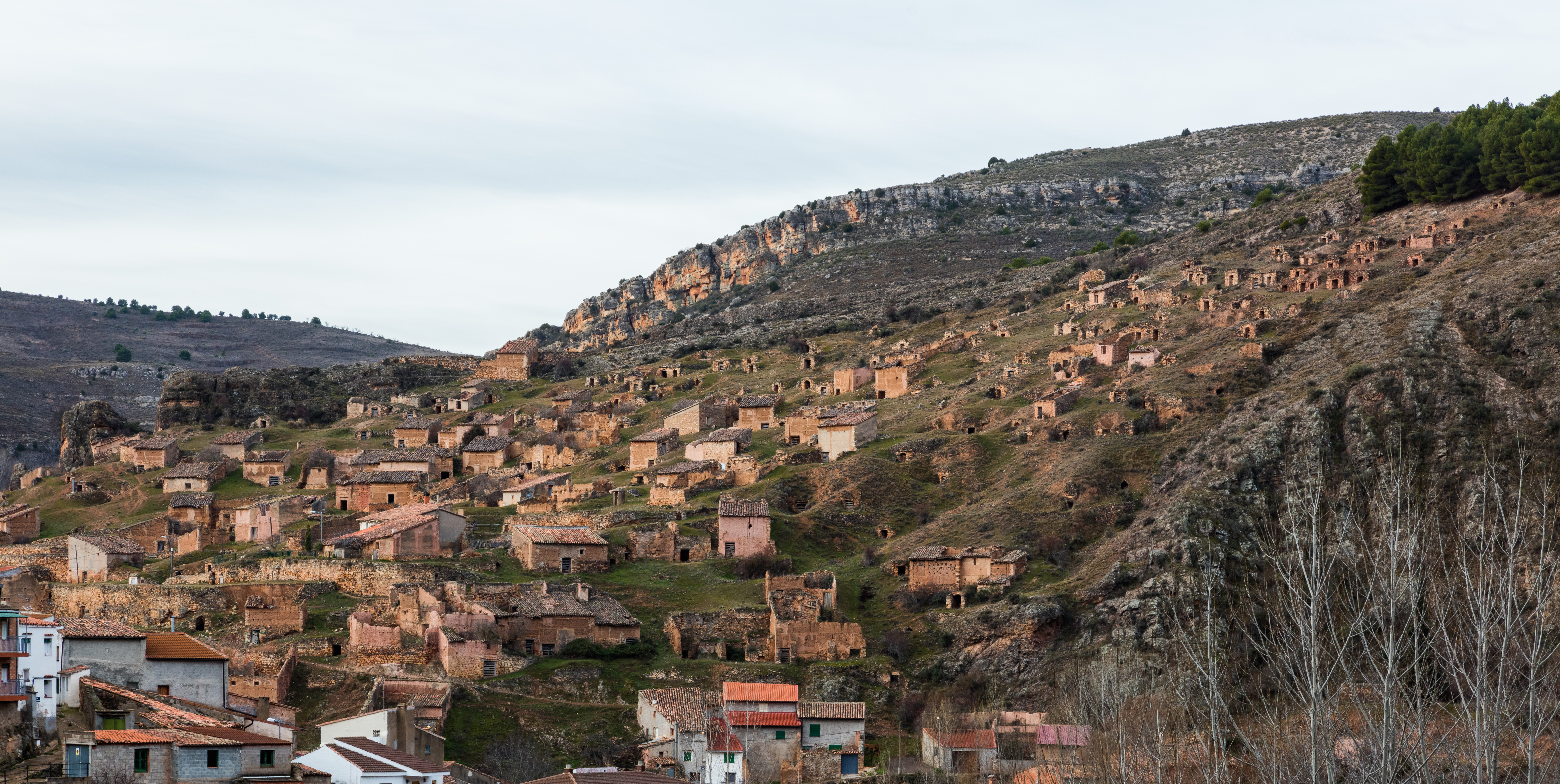
Vista de las bodegas (cuevas) de la localidad zaragozana de Torrijo de la Cañada.

Las grandes bodegas suelen poseer depósitos de importante tamaño, en donde se almacena y se deja añejar el producto en toneles y barricas. Las características de estos (materiales de los que está hecho, ventilación, humedad, etc) incidirán en gran medida en el vino resultantes.
Además, las grandes bodegas suelen disponer de laboratorios encargados de inspeccionar la calidad del vino, y cintas de embotellamiento y etiquetado.
Las bodegas más actuales se construyen con criterios de gravedad, de manera que la uva entre en la bodega en la parte más alta, y el producto de las sucesivas fases de elaboración va descendiendo, hasta la guarda en botella, que se situaría en la parte más baja de la bodega.
Hay una enorme riqueza en la arquitectura de bodegas, que son reflejo de diferentes formas orográficas, pero también de modas, formas de entender el vino, o riqueza aplicada a la edificación de las mismas.

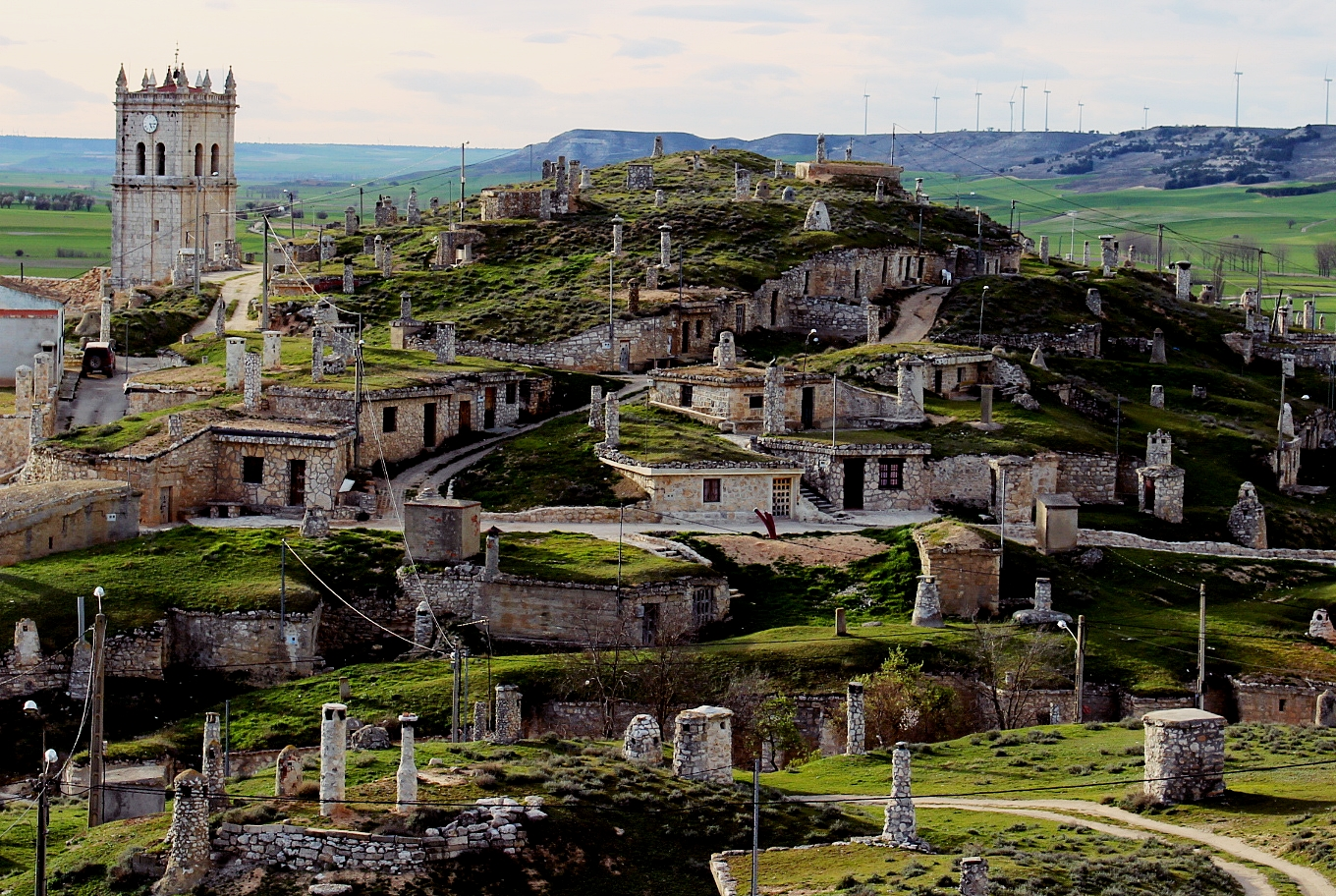
Bodegas de Baltanás (Palencia)

Uno de los conjuntos de bodegas subterráneas más grande y antiguos de España son las Bodegas de Baltanás, que cuenta con un total de 374 bodegas en 6 niveles superpuestos.

## Atención al cliente
Muchas tienen además, salas de cata y degustación para posibilitar que el cliente pruebe el producto que desea obtener. Y cuando lo prueba desde su domicilio o en el restaurante, las bodegas están comenzando a emplear los medios sociales como elemento de conexión con sus clientes.
Recientemente está tomando auge el turismo enológico, el cual destaca por la combinación de factores como la cultura, la gastronomía, el ocio y el vino.

## Viñedos
Las uvas que se utilizan como materia prima, pueden ser de viñedos sacados de la bodega o pueden ser compradas desde otras posesiones. No es necesario que estos establecimientos se encuentren de forma adyacente a las plantaciones de vides, ya que los frutos pueden ser trasladados de un lugar a otro. 

## Otros usos

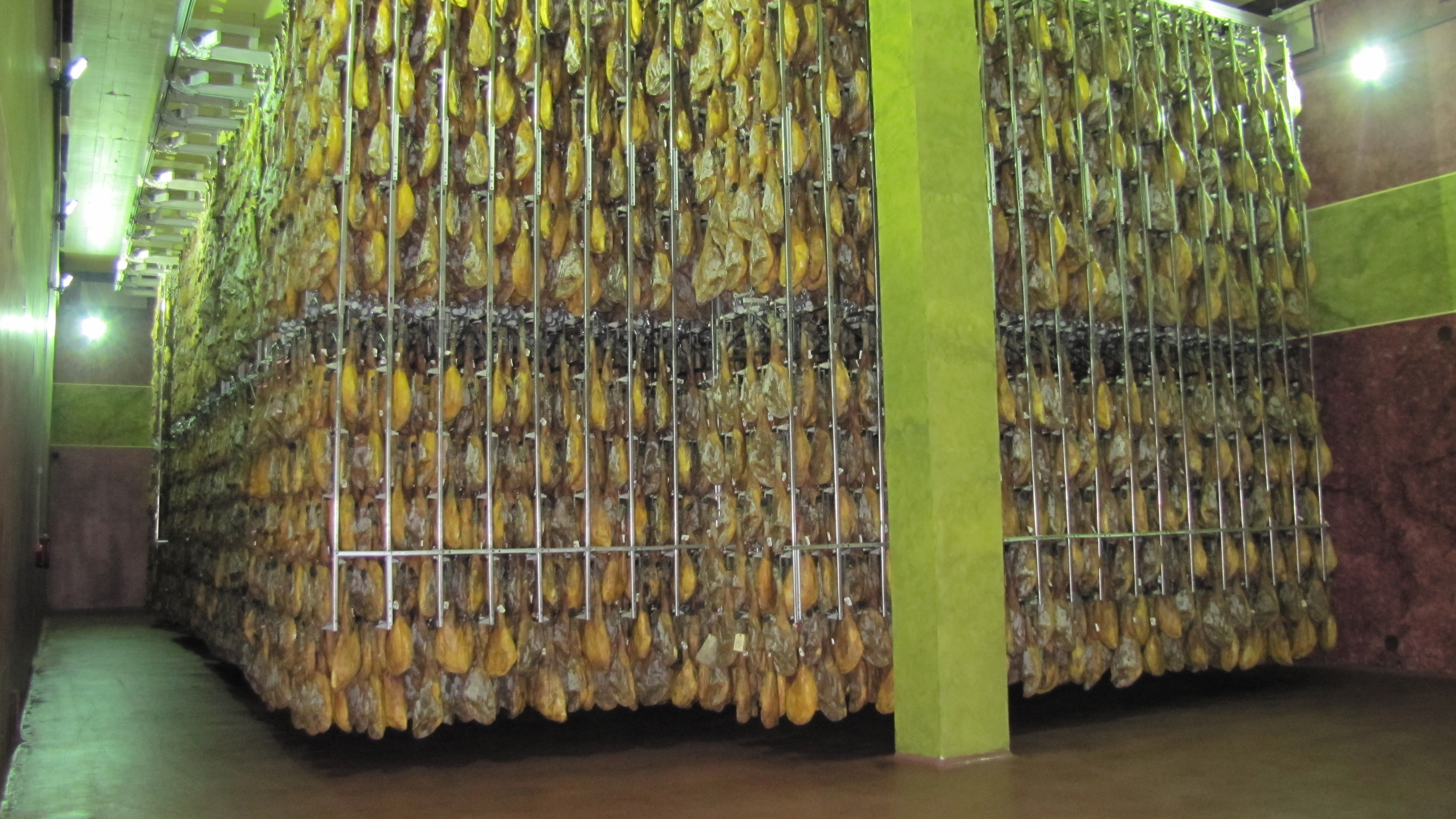
Bodega de curación de jamones en las instalaciones de BEHER en Guijuelo (España).

### Curación de jamones
Instalaciones muy similares son también usadas para la curación de los jamones, debido a que también necesitan temperaturas bajas y constantes.